# Faruk Sümer
Faruk Sümer (* 5. November 1924 in Bozkır; † 21. Oktober 1995 in Istanbul) war ein türkischer Historiker, der sich mit der Geschichte türkischer Stämme des Mittelalters beschäftigte.

## Leben
Sümer wurde 1924 im Dorf Akçapınar als Sohn des Beamten Mehmet Zeki Efendi und der Mufit-Tochter Zeliha Hanım geboren. Er hatte schon als Kind Interesse an Geschichte und wurde von seinen Eltern gefördert. Wegen der Beamtentätigkeit des Vaters zog Sümer in jungen Jahren mit seiner Familie oft um und besuchte die Grundschule in Istanbul und Konya. 1943 schloss er in Istanbul Haydarpaşa die Ausbildung zum Lehrer ab. Danach fing an der Fakultät für Literatur an der Universität Istanbul mit seinem Geschichtsstudium an, was er 1948 mit seiner Arbeit über türkische Stämme aus dem 16./17. Jahrhundert in Anatolien abschloss. Mit einem Stipendium des Bildungsministeriums begann er an der Universität Ankara seine Doktorarbeit. Im Mai 1950 erlangte er mit einer erweiterten Fassung seiner Diplomarbeit über oghusische Stämme seinen Doktor der Literaturwissenschaften.
Seine erste Arbeitsstelle war für wenige Monate die Süleymaniye-Bibliothek in Istanbul. Danach ging er als Assistent an den Fakultät für Sprache und Geschichte/Geografie und arbeitete dort am Lehrstuhl für  Mittelalterliche Geschichte, wo er Ende 1955 mit seiner Arbeit über die Qara Qoyunlu den Titel doçent erlangte. Zwischen 1955 und 1957 leistete Sümer seinen Wehrdienst ab und habilitierte im Februar 1963 mit seiner Arbeit über Sagen und Erzählungen der Oghusen. Bis 1974 lehrte er als Professor und übernahm zwischen 1974 und 1982 die Leitung des Lehrstuhls. Daneben war er auch als Gastprofessor 1970 in London und 1974 an der Goethe-Universität Frankfurt. Neben seinen akademischen Tätigkeiten war er auch Gründer und Mitglied verschiedener Vereine und Organisationen. So war er als Mitglied des Türk Tarih Kurumu Vorsitzender für mittelalterliche Geschichte und 1966 Gründer des Instituts für seldschukische Geschichte und Zivilisation (Selçuklu Tarih ve Medeniyeti Enstitüsü) und Berater des Zentrums für seldschukische Geschichte der Selçuk Üniversitesi in Konya. 
Sümer erkrankte später an Leberkrebs und verstarb 1995 in Istanbul. Sein Leichnam wurde im Familiengrab in Kozlu beigesetzt. Sümer war verheiratet und Vater von vier Söhnen.
Neben Osmanisch beherrschte Sümer auch Arabisch, Persisch, Englisch und Französisch. Er war für seine gründliche Recherche in den Originalquellen und Archiven und seine Feldarbeiten bekannt.

## Werke
Bücher
1. Oğuzlar (Türkmenler) Tarihleri-Boy Teşkilatı-Destanları; Ankara 1967 (Sagen, Geschichte und Organisation der Stämme bei den Oghusen)
2. Safevî Devletinin Kuruluşu ve Gelişmesinde Anadolu Türklerinin Rolü - Şah İsmâil ile Halefleri ve Anadolu Türkleri; Ankara 1976 (Über die Rolle der anatolisch-türkischen Stämme bei der Gründung des Safawidenreiches)
3. Türkler'de Atçılık ve Binicilik; Istanbul 1983 (Über Pferde und Reiten bei den Türken)
4. Kara Koyunlular: Başlangıçtan Cihan Şah’a Kadar; Ankara 1967 (Geschichte der Qara Qoyunlu bis Dschahan Schah)
5. Eski Türkler’de Şehircilik; Istanbul 1984 (Urbanismus bei den alten Türken)
6. Yabanlu Pazarı: Selçuklular Devrinde Milletlerarası Büyük Bir Fuar; Istanbul 1985 (Über seldschukische Märkte als Treffpunkt von Kaufleuten aus verschiedenen Nationen)
7. Eshâbü’l-Kehf / Yedi Uyurlar; İstanbul 1989 (Über die Sieben Schläfer von Ephesus)
8. Selçuklular Devrinde Doğu Anadolu’da Türk Beylikleri; Ankara 1990 (Über türkische Beyliks in Ostanatolien zur Zeit der Seldschuken)
9. Çepniler: Anadolu’nun Bir Türk Yurdu Haline Gelmesinde Önemli Rol Oynayan Oğuz Boyu; Istanbul 1922 (Die Çepni und ihre Rolle bei der türkischen Ansiedlung in Anatolien)
10. Tirebolu Tarihi; Istanbul 1992 (Die Geschichte Tirebolus)
11. Türk Cumhuriyetlerini Meydana Getiren Eller ve Türk Destanları; Istanbul 1997 (Über die Gründer der Turkstaaten und deren Sagen)
12. Türk Devletleri Tarihinde Şahıs Adları, Band I und II; Istanbul 1999 (Über türkische Personennamen im Laufe der Geschichte)

Übersetzungen
1. Kitâb-ı Diyârbakriyyâ von Abû Bakr-i Tihrânî aus dem Persischen; 2 Bände, Ankara 1962 und 1964 (Geschichte über die Aq Qoyunlu)
2. İslâm Kaynaklarına Göre Malazgirt Savaşı; Ankara 1971 (Islamische Quellen über die Schlacht bei Manzikert)
3. The Book of Dede Korkut, A Turkish Epic; Austin und London 1972

Neben seinen Büchern verfasste er Beiträge für die Encyclopaedia of Islam, Türkiye Diyanet Vakfı İslâm Ansiklopedisi, İslâm Ansiklopedisi und Türk Ansiklopedisi. Des Weiteren schrieb er ab 1944 mehrere Artikel für Zeitschriften und Journale wie Falklor Postası, Belleten, Dil ve Tarih – Coğrafya Fakültesi Dergisi, Türk Edebiyatı ve Türk Kültürü und viele weitere.